# The Voice Senior (Vlaanderen)
The Voice Senior is een Belgisch televisieprogramma dat uitgezonden werd op VTM. Het programma werd in het voorjaar van 2018 aangekondigd. In augustus 2018 werden de coaches van het eerste seizoen aangekondigd. Het tweede seizoen werd uitgezonden in het najaar van 2020.
Het Vlaamse programma is gebaseerd op de Nederlandse The Voice Senior. De presentatie was in handen van An Lemmens.
Het programma zelf is gebaseerd op zijn succesvolle voorgangers, The voice of Holland en de kindervariant The Voice Kids, die beide ook door John de Mol zijn bedacht. Ditmaal richt het programma zich echter op zangtalenten van boven de zestig jaar oud.

## Format
De show bestaat uit vijf verschillende fases: productie-auditie, Blind Audition, De knock-outs, Finale en 'Live stemmen'. De productie-audities worden niet gefilmd: hier worden alleen de goede zangers door het programma geselecteerd en deze mogen naar de Blind Auditions.

### Blind auditions
De blind auditions zijn gelijkwaardig aan voornoemde voorgangers: de kandidaten zingen dan terwijl de stoelen van de vier juryleden/coaches omgedraaid staan. De coaches kunnen dus alleen op basis van muzikaliteit en stem hun keuze baseren.
Elke kandidaat heeft de kans om ongeveer anderhalve minuut lang een nummer naar keuze te zingen. Als een van de coaches besluit om de kandidaat in zijn of haar team op te nemen, moet die coach op zijn eigen "I Want You"-knop drukken waarmee zijn/haar stoel omdraait en de coach de kandidaat pas voor het eerst ziet. Wanneer twee of meer juryleden een artiest in zijn of haar team willen hebben, mag de artiest zelf kiezen met welke coach hij of zij verder wil gaan in het programma.

### Knock-outs
Alle kandidaten die hun nummer hebben uitgevoerd en door een coach zijn gekozen gaan samen met de coach door naar de volgende ronde; 'The Knockouts'. In deze fase zingen de kandidaten solo een liedje. Naar aanleiding van hun optreden worden ze gerankt door hun eigen coach die ze op een van de twee stoelen plaatst. Mocht een coach twijfelen over de ranking van een kandidaat, dan mag er een challenge worden aangevraagd. De coach kan dan een optreden van een van zijn of haar talenten terugluisteren om een weloverwogen beslissing te maken. De twee talenten die op de stoelen blijven zitten, gaan door naar de finale.

### Finale
De twee kandidaten die door zijn gegaan bij de knock-outfase komen in de finale te staan. De kandidaten worden gecoacht door hun coach en kiezen in overleg een nummer dat ze zingen in de finale. De coach beslist vervolgens met advies van de andere coaches welke act van de twee moet blijven. Hierdoor blijven er van elke coach één kandidaat over, deze strijden voor de titel. De uiteindelijke winnaar wordt gekozen door middel van televoting.
De finale wordt in tegenstelling tot de andere edities niet live uitgezonden. De aflevering wordt van tevoren opgenomen en stopt zonder dat de uitslag bekendgemaakt wordt.

## Coaches
In augustus 2018 werden de coaches van het eerste seizoen aangekondigd. Dit waren Walter Grootaers, Dana Winner, Helmut Lotti en Natalia. Alleen Walter Grootaers keerde terug in seizoen 2 en werd, zoals aangekondigd op 3 november 2020, bijgestaan door Sam Gooris, André Hazes jr. en Karen Damen. De eerste drie van de vier afleveringen van het tweede seizoen werden opgenomen voor de coronapandemie, tijdens de opnames liep Walter Grootaers wel zelf COVID-19 op. De opname van de laatste finaleaflevering werd door de nodige regels van social distancing gestuurd.
| Coaches          | Seizoen 1 | Seizoen 2 |
| ---------------- | --------- | --------- |
| Natalia          |           |           |
| Dana Winner      |           |           |
| Helmut Lotti     |           |           |
| Walter Grootaers |           |           |
| Karen Damen      |           |           |
| André Hazes jr.  |           |           |
| Sam Gooris       |           |           |

| Seizoen | Start            | Einde            | Winnaar          | 2de           | 3de                     | 4de          | Winnende coach   | Presentatie | Stoelvolgorde | Stoelvolgorde | Stoelvolgorde | Stoelvolgorde |
| Seizoen | Start            | Einde            | Winnaar          | 2de           | 3de                     | 4de          | Winnende coach   | Presentatie | 1             | 2             | 3             | 4             |
| ------- | ---------------- | ---------------- | ---------------- | ------------- | ----------------------- | ------------ | ---------------- | ----------- | ------------- | ------------- | ------------- | ------------- |
| 1       | 7 december 2018  | 28 december 2018 | John Leo         | Rita Roelandt | Francois Van den Broeck | Lou Driesen  | Walter Grootaers | An Lemmens  | Dana          | Natalia       | Walter        | Helmut        |
| 2       | 20 november 2020 | 11 december 2020 | Roland Van Beeck | Didier        | Marie-Jeanne            | Robin Rowley | André Hazes jr.  | An Lemmens  | Walter        | Karen         | André         | Sam           |

## Winnaars
Het eerste seizoen van The Voice Senior is gewonnen door John Leo uit Geel uit het team van Walter Grootaers.
Het tweede seizoen werd gewonnen door Roland uit team André Hazes jr.